# Magné (Deux-Sèvres)
Magné ist eine französische Gemeinde mit 2.708 Einwohnern (Stand: 1. Januar 2022) im Département Deux-Sèvres in der Region Nouvelle-Aquitaine. Magné gehört zum Arrondissement Niort und zum Kanton Frontenay-Rohan-Rohan.

## Geographie
Die Gemeinde liegt in der Landschaft Venise Verte am Südufer der Sèvre Niortaise. Das Gemeindegebiet gehört zum Regionalen Naturpark Marais Poitevin. Umgeben wird Magné von den Nachbargemeinden Coulon im Norden und Nordwesten, Niort im Osten, Bessines im Südosten, Frontenay-Rohan-Rohan im Süden sowie Sansais im Westen und Südwesten.

## Bevölkerungsentwicklung
| 1962 | 1968 | 1975 | 1982 | 1990 | 1999 | 2006 | 2011 | 2018 |
| ---- | ---- | ---- | ---- | ---- | ---- | ---- | ---- | ---- |
| 987  | 1119 | 1435 | 2130 | 2717 | 2852 | 2882 | 2727 | 2685 |

## Sehenswürdigkeiten

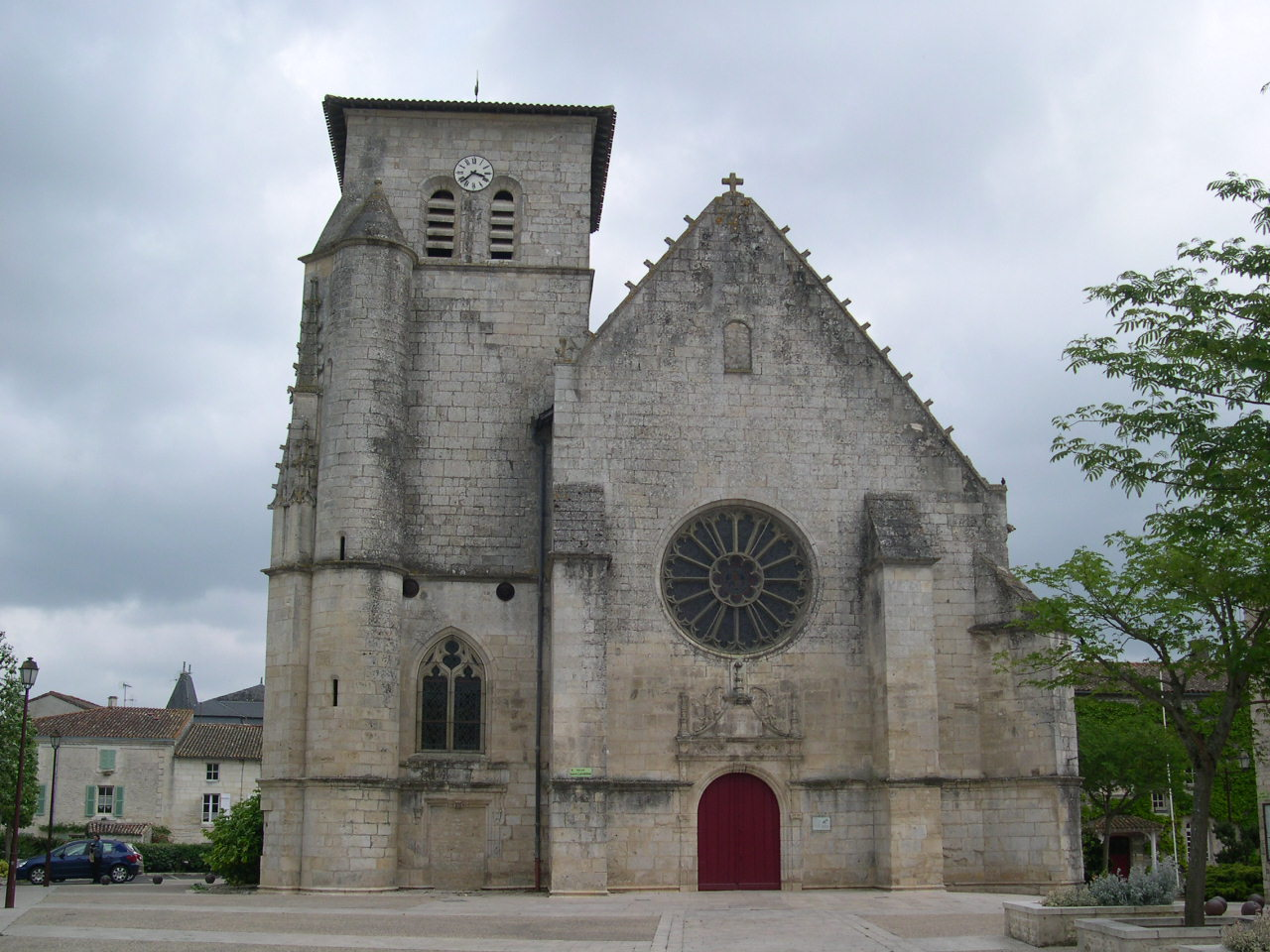
Kirche Sainte-Catherine

- Kirche Sainte-Catherine

## Gemeindepartnerschaften
Mit der deutschen Gemeinde Weitnau in Schwaben (Bayern) besteht seit 1986 und mit der italienischen Gemeinde Vallesaccarda in der Provinz Avellino (Kampanien) seit 2012 eine Partnerschaft.

## Persönlichkeiten
- Pierre Moinot (1920–2007), Schriftsteller